# Ragazze di zucchero
Ragazze di zucchero (Sugar Daddies) è un film per la televisione del 2014, diretto da Doug Campbell e interpretato da Taylor Black e Peter Strauss.

## Trama
Kara è una brillante studentessa di giurisprudenza, i cui genitori hanno difficoltà economiche. Per aiutarli e pagarsi gli studi, nonostante molte reticenze, stringe un losco accordo con Grant, un facoltoso imprenditore 65enne con cui instaura una relazione in cambio di denaro, nella speranza che il rapporto rimanga segreto. Riesce così a laurearsi e a sostenere la famiglia, fingendo che i proventi derivino dal suo lavoro come cameriera, che ha invece perso da qualche settimana. 
La verità viene però gradualmente a galla: sia il fidanzato che il padre scoprono tutto, reagendo con sdegno. Anche Grant la scarica ma Kara, in difficoltà, prova a riprendere il rapporto. Per metterla alla prova, Grant le fa portare con sé un'amica, Lea, anche lei nel giro della prostituzione d'alto bordo, per soddisfare alla sua presenza alcuni reconditi desideri sessuali. La serata prende tuttavia una brutta piega, perché Kara si sente male e Grant, durante un pericoloso gioco erotico, strangola Lea a morte. 
L'imprenditore cerca di occultare l'accaduto a Kara, ma presto capisce che la ragazza sa tutto ed è pronta ad andare alla polizia. Per evitare l'arresto, accetta che il suo autista e collaboratore la faccia sparire. Kara, attivando il suo GPS in un tentativo di riconciliazione con la famiglia, riesce però a farsi rintracciare dal padre, sfuggendo con il suo aiuto alla morte. Grant corre a imbarcarsi sul suo aereo privato, ma viene raggiunto e poi arrestato dalla polizia.